# Мігель Баррера
Мігель Анхель Баррера Естрада (ісп. Miguel Angel Barrera Estrada; 15 листопада 1978) — колумбійський боксер, чемпіон світу за версією IBF (2002—2003) у мінімальній вазі.

## Професіональна кар'єра
1998 року у свій день народження дебютував на професійному рингу. Впродовж 1998—2001 років провів 22 боя, у яких здобув 20 перемог і 2 закінчив нічиєю.
28 вересня 2001 року вийшов на бій проти чемпіона світу за версією IBF у мінімальній вазі Роберто Карлос Лейва (Мексика). Бій був зупинений у третьому раунді, завершившись технічною нічиєю.
9 вересня 2002 року відбувся реванщ між Баррерою і Лейва, у якому колумбієць здобув перемогу одностайним рішенням суддів і став новим чемпіоном. 22 березня 2003 року Баррера і Лейва зустрілися втретє, і цього разу Баррера переміг мексиканця нокаутом в третьому раунді.
31 травня 2003 року Баррера провів другий захист проти Едгара Карденаса (Мексика). Баррера програв нокаутом в десятому раунді, а після бою його доправили до лікарні, в якій терміново зробили операцію, після якої він вже в ринг не виходив.